# Doc Hollywood
Doc Hollywood (Brasil: Dr. Hollywood - Uma Receita de Amor / Portugal: Doutor Sarilhos) é um filme de comédia romântica estadunidense de 1991 dirigido por Michael Caton-Jones, e escrito por Jeffrey Price e Peter S. Seaman. O filme é estrelado por Michael J. Fox, Julie Warner, Barnard Hughes, Woody Harrelson, David Ogden Stiers, Frances Sternhagen, e Bridget Fonda.
O filme é baseado no livro de Neil B. Shulman, What? Dead...Again?, lançado em 1979. O autor baseou sua história em experiências pessoais, mas mudou alguns detalhes para proporcionar entretenimento. Shulman, que foi produtor associado do filme, é um médico estadunidense e escritor de medicina, que é professor associado na Faculdade de Medicina da Universidade Emory.
O filme foi rodado em Micanopy e McIntosh, ambas na Flórida.

## Sinopse

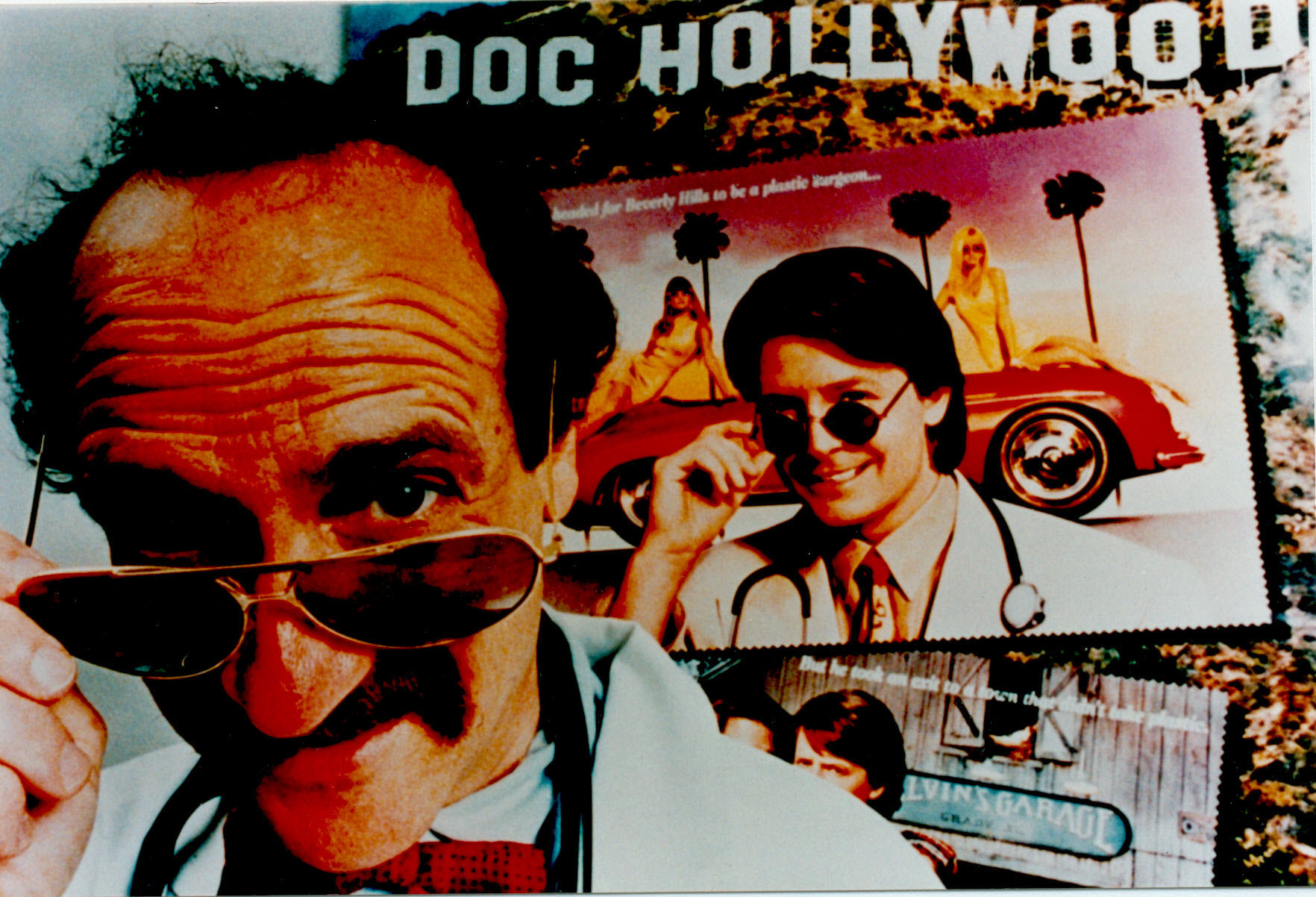
Neil B. Shulman posando na frente de um cartaz de Doc Hollywood.

Dr. Benjamin Stone (Michael J. Fox) é um jovem cirurgião promissor que trabalha em Washington, D.C. com planos de ganhar mais dinheiro trabalhando para um cirurgião plástico de Beverly Hills. Em seu último dia, ele percebe que nenhum de seus colegas se preocupa o suficiente com ele para dizer adeus a ele, em vez de deixá-lo um bolo com um insulto escrito nele.
Dirigindo para o oeste em um Porsche 356 Speedster de 1956, Stone desvia de uma vaca na estrada e cai na cerca de um residente local na vila rural de Grady, na Carolina do Sul. O morador é o juiz local Evans (Roberts Blossom), que o sentencia ao serviço comunitário no hospital vizinho como punição, em vez de permitir que Stone pagasse a cerca com dinheiro desde que Evans reconstruisse a cerca. Como resultado, Ben reporta-se à clínica local onde a enfermeira Packer (Eydy Byrde) ainda o humilha ao registrar suas horas de serviço comunitário, fazendo-o entrar e sair como um operário de fábrica.
Embora chateado, Ben faz amizade com o prefeito Nick Nicholson (David Ogden Stiers), sua filha Nancy Lee (Bridget Fonda) e Melvin ( Mel Winkler), o mecânico local encarregado de consertar seu carro. Ben logo descobre que o trabalho na clínica é mais descontraído do que o pronto-socorro, com casos simples, como manchas diante dos olhos de uma paciente idosa (Adele Malis-Morey) não limpando seus óculos, gancho de pesca empalado e até lendo cartas para um jovem casal analfabeto, Kyle e Mary Owens (Time Winters e KT Vogt).
A experiência de uma cidade pequena deixa Ben ainda mais confuso quando diagnostica erroneamente que um garoto tem regurgitação mitral que causa cianose tardia, caso que o médico rabugento da cidade, Aurelius Hogue (Barnard Hughes), trata com uma Coca-Cola. Hogue explica que o menino mastigou o tabaco de seu pai e recebeu muito subnitrato de bismuto como um antiácido, causando uma coloração azulada. O componente de ácido carbônico do refrigerante aliviaria seu problema de estômago. Os dois finalmente se entendem quando Ben salva Hogue depois que ele sofre um ataque cardíaco quase fatal. Como Hogue está ansioso para se aposentar, Ben é instado pelos moradores locais a ficar e substituí-lo. Embora ele seja tentado por seu romance com uma motorista de ambulância chamada Vialula (Julie Warner), mais conhecida como "Lou", uma mãe solteira de uma menina de quatro anos chamada Emma, Ben logo lhe confidencia que ele cresceu em uma pequena cidade na zona rural de Indiana, onde seus pais viveram e morreram e como ele não pode se ver confinado a uma pequena cidade.
Lou também é perseguida por Hank Gordon (Woody Harrelson), que vende seguros no local. Ele espera por Ben na cabana à beira do lago do prefeito, onde Ben está hospedado. Ben espera uma luta, mas Hank explica que, embora ele não possa dar a Lou o que Ben pode, ele ainda é um homem melhor para ela. Depois que os dois homens conversam, Ben percebe que não é altruísta o suficiente para uma vida com Lou e planeja não mais vê-la. Ben é logo perdoado do serviço comunitário por Evans por salvar Hogue, permitindo que ele vá para a Califórnia para sua entrevista de emprego. Com seu carro consertado, ele tenta fugir da cidade, mas sua partida é atrasada quando ele encontra Kyle e Mary Owens encalhados ao lado da estrada com Mary em trabalho forçado. Enquanto ele está entregando seu bebê, um trator esmaga seu Porsche e ele deve deixar a cidade sem ele.
O novo chefe de Ben, Dr. Halberstrom ( George Hamilton), o contrata na entrevista, com base em uma inesperada recomendação da Hogue. Ben logo se cansa da superficialidade de Beverly Hills, chegando mesmo a pedir para checar o tempo em Grady em seu telefone.
No dia seguinte, ele se surpreende ao receber uma mensagem no trabalho de uma mulher com um "forte sotaque sulista" e corre para um restaurante onde ele notou seu Porsche restaurado no estacionamento. Nancy Lee e Hank vieram para a Califórnia e Hank diz a Ben que ele seguiu seu próprio conselho para "fazer o que um homem tem que fazer".
Ben retorna para Grady, na esperança de consertar as coisas com Lou, que o aceita de volta.

## Elenco
- Michael J. Fox como Dr. Benjamin Stone, um aspirante a cirurgião.
- Julie Warner como Vialula/"Lou," uma motorista de ambulância que mora em Grady.
- Barnard Hughes como Dr. Aurelius Hogue, um médico idoso em Grady.
- Woody Harrelson como Hank Gordon, vende seguros aos cidadãos de Grady.
- David Ogden Stiers como Mayor Nick Nicholson, o prefeito Nick Nicholson, o prefeito de Grady, que também é o dono do café da cidade.
- Frances Sternhagen como Lillian, membro do comitê de boas-vindas de Grady.
- Bridget Fonda como Nancy Lee Nicholson, a filha de Nick Nicholson.
- Roberts Blossom como Juiz Evans, o juiz que sentencia Benjamin ao serviço comunitário.
- Eyde Byrde como Enfermeira Packer, enfermeira residencial de Grady que supervisiona o serviço comunitário de Benjamin.
- Mel Winkler como Melvin, um mecânico encarregado do dever de restaurar o carro de Benjamin.
- George Hamilton como Dr. Halberstrom, um médico de Beverly Hills.
- Adele Malis-Morey como Woman mulher com óculos
- Time Winters como Kyle Owens
- K.T. Vogt como Mary Owens

## Trilha sonora
A trilha sonora do filme apresenta a música "The One and Only" de Chesney Hawkes, que alcançou o número 10 na parada de singles da Billboard Hot 100.

## Recepção

### Resposta da crítica
O filme foi recebido com críticas positivas. Rotten Tomatoes dá ao filme uma pontuação de 69% com base em comentários de 32 críticos.
Roger Ebert avaliou o filme em 3 de 4 estrelas afirmando "Com base no trailer do filme, eu esperava que Doc Hollywood fosse uma comédia. E é uma comédia. Mas me surpreendeu por ser também uma história de amor e muito boa - o tipo em que os amantes são espertos o suficiente para saber todas as razões pelas quais eles não devem ficar juntos, mas muito apaixonados para se importar."

### Bilheteria
Doc Hollywood estreou em terceiro lugar nas bilheterias dos EUA.

## Plágio deCars
Os criadores do filme da Disney/Pixar Cars foram acusados de plagiar sua trama deste filme. "Muitos críticos também acharam que a trama de Cars era muito grata à comédia Doc Hollywood, de Michael J Fox, em 1991, em que um médico de Los Angeles aprende um novo conjunto de valores quando está preso em uma cidade americana média. 'Doc Hollywood, quase nota por nota', disse Christy Lemire, do San Francisco Chronicle." O crítico Simon Kinnear da Total Film concordou, afirmando "Na verdade, este é praticamente apenas Doc Hollywood com carros.'"